# Halirages fulvocinctus
Halirages fulvocinctus är en kräftdjursart som beskrevs av Michael Sars 1858. Halirages fulvocinctus ingår i släktet Halirages och familjen Calliopiidae. Inga underarter finns listade i Catalogue of Life.